# سیارک ۴۱۲۶
سیارک ۴۱۲۶ (به انگلیسی: 4126 Mashu، نامگذاری:1988BU) چهار هزار و صد و بیست و ششمین سیارک کشف شده‌است که در ۱۹ ژانویه ۱۹۸۸ کشف شد.
قدر مطلق سیارک برابر ۱۱٫۷۰ است.